# 伊廣
伊广（9世纪？—897年），唐朝末年官员，字言，兖州（今山东省济宁市兖州区）人。
伊广是元和年间右仆射伊慎之后。伊广在中和末年担任忻州刺史。天下大乱，于是投奔李克用。伊广胸怀宽广、潇洒利落，善于应对，历任武职，出任汾州刺史。李克用主盟，通报军情、缔结盟约，伊广出使令李克用满意，官至檢校司徒。乾宁四年（897年），参与征讨刘仁恭，李克用军在成安寨战败，伊广阵亡。他的女儿为唐庄宗伊淑妃。儿子伊承俊，历任貝州、辽州二州刺史。